# 梅奧鎮區 (北卡羅萊納州羅京安縣)
梅奧鎮區（英語：Mayo Township）是位於美國北卡羅萊納州羅京安縣的一個鎮區。

## 地方資料
梅奧鎮區的面積為139.34平方千米，皆為陸地。根據2020年美國人口普查的數據，當地共有人口6678人，而人口密度為每平方千米47.93人。